# Afrikanernationalisme

De Prinsenvlag, symbool voor de Afrikaners.

Afrikanernationalisme ontstond nadat de Kaapkolonie overging van het Nederlands naar het Brits gezag. Het was de voorliefde voor de blanke Zuid-Afrikanen om eigen land te stichten in het binnenland van Zuid-Afrika en zo te ontkomen aan het Britse gezag. Een groot deel van de Afrikaners of Boeren trokken het Zuid-Afrikaanse binnenland in, deze historische gebeurtenis noemt men de Grote Trek. 
Tijdens de Grote Trek verlieten de Boeren de Kaapkolonie die reeds in Britse handen was. De reden hiervoor was dat de Afrikaners niet onder het Britse gezag wilde leven en hun eigen cultuur en hun eigen Nederlandse taal wilden behouden.
De Afrikaners stichtten hier hun eigen "Boerenrepublieken" en behielden hierdoor hun eigen cultuur en hun eigen taal, het Nederlands. Ook speelde het geloof een belangrijke rol, de Boeren waren Nederduits gereformeerd en de Britten waren Anglicanen.
|                                                |                                            |                                    |                                    |
| Vlag van Transvaal Zuid-Afrikaansche Republiek | Vlag van Oranje Vrijstaat Oranje Vrijstaat | Vlag van Republiek Natalia Natalia | Vlag van Voortrekkers Voortrekkers |

## Boerenoorlogen

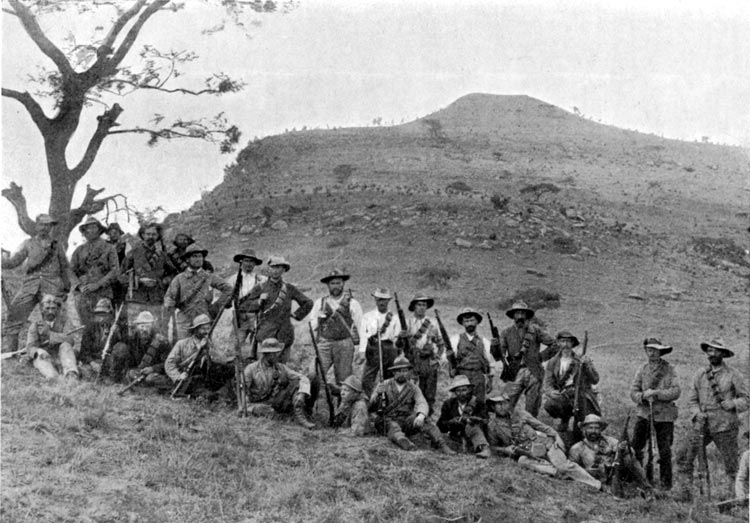
Slag van Spioenkop

De Britten wilden hun gezag steeds meer en meer uitbreidden en zaten de Boeren op de hielen, die zelf ook al in conflict kwamen met onder andere de Zoeloes tijdens de Slag bij Bloedrivier. Tijdens de Eerste Boerenoorlog kwam er een eerste confrontatie tussen de Boeren en de Britten in de Zuid-Afrikaansche Republiek (Transvaal) onder leiding van president Paul Kruger maar deze oorlog werd door de Boeren gewonnen. 19 jaar later brak de Tweede Boerenoorlog uit waar de Oranje Vrijstaat door een militair bondgenootschap met de Zuid-Afrikaansche Republiek ook bij betrokken geraakte. De generaals De Wet, Hertzog, Botha, De la Rey, Kemp, Beyers en Smuts streden fervent tegen de Britten, maar konden een Britse overwinning niet verhinderen. In 1902 kwamen de Boerenrepublieken definitief onder het gezag van de Britten.

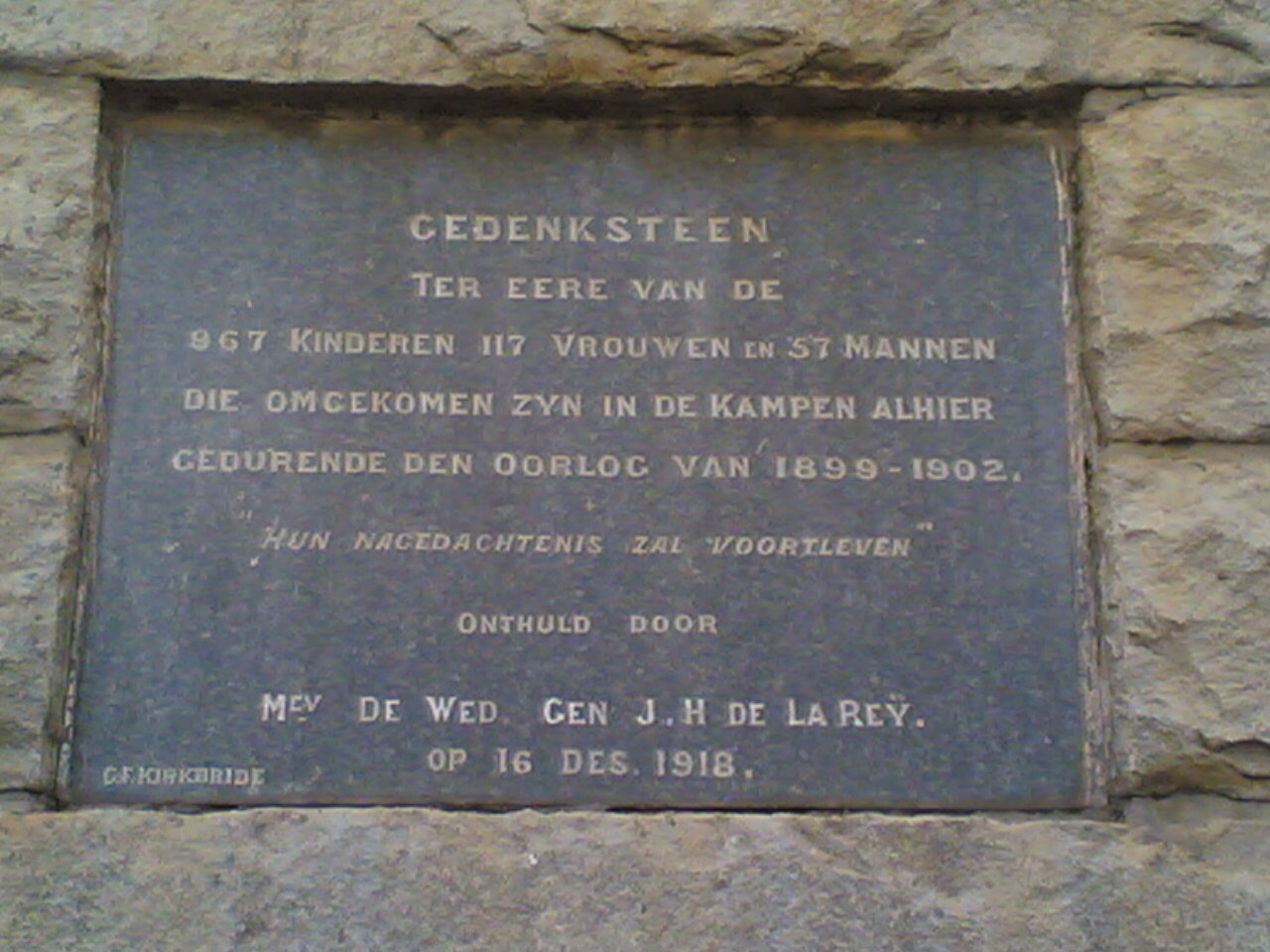
Plakkaat van boerenconcentratiekamp

Ook in Nederland en Vlaanderen was er een grote steun voor de Nederlandstaligen. De "pioniers" wisten een groot imperiaal aan beroepsleger tot stand te brengen en waren in de ogen van de Nederlanders helden. Op verschillende plaatsen kwamen er dan ook Krugerstraten of werden wijken naar de Afrikaners genoemd (zoals de Afrikaanderwijk in Rotterdam) of naar iets anders dat naar de Boerenoorlogen verwijst. De Boeren wisten echter de Tweede Boerenoorlog niet te winnen van het Britse leger en voelden zich vernederd. Het nationalisme bloeide echter nog steeds. Desalniettemin werd de oorlog voor sommige Afrikaners psychisch te veel. Er zijn vele vrouwen en kinderen omgekomen in de concentratiekampen en boerenhoeves werden massaal in brand gestoken. Ook de Bittereinders gaven het langzaam op.

## Ontstaan van Zuid-Afrika
De echte Britse imperialisten wilden het Nederlands uitroeien en de Afrikaners zo weinig mogelijk rechten geven. De Afrikaners streefden echter weer naar een situatie waar zij het zelf voor het zeggen hadden en waar de voertaal niet het Engels was. In 1914 werd de Nasionale Party opgericht. Er kwam echter een scheur tussen de Boerenleiders omdat enkelen met de Britten wilden samenwerken en anderen liever helemaal zelfstandig wilden zijn. Ook moesten de Boeren in 1914 meevechten met het Britse leger tegen de Duitse kolonisators in Zuidwest-Afrika, hetgeen hen tegenstak omdat ze de Duitsers als een broederlijk volk zagen.
Uiteindelijk kregen de blanken het bestuursrecht in de nieuwe Unie van Zuid-Afrika waarbij de Afrikaners en de Britten samenwerkten en hun beide talen een officiële status gaven.

## Apartheidsjaren
In 1948 slaagde de Nasionale Party erin om zonder een Britsgezinde coalitiepartner te gaan regeren. Daarentegen kozen zij voor de extreemrechtse Afrikanerparty als coalitiepartner. Zij voerden uiteindelijk de apartheid in. Tijdens deze periode kreeg de zwarte bevolking en de Kleurlingen veel minder rechten dan de blanken en kregen ze geen stemrecht. Ook werden alle openbare voorzieningen gescheiden tussen de verschillende rassengroepen. De staatspresidenten van Zuid-Afrika waren vooral Afrikaners en waren in grote lijnen tevreden, net zoals de mensen van Britse komaf.

## Symboliek
Tijdens de periode van het bestaan van de Unie van Zuid-Afrika (1910-1961) zouden Afrikaners zich conformeren aan het huidige Zuid-Afrika en hun nationalisme in het kader van het land Zuid-Afrika vertalen. Dit komt tot uiting in een aantal symbolieken, waaronder taal, monumenten en gebouwen.
Hoewel het Afrikaans en het Nederlands door de Zuid-Afrikaanse Grondwet als synoniemen werd beschouwd en er vaker over Kaap-Hollands of Afrikaans-Nederlands werd gesproken scheidde het Afrikaans zich tussen 1925 en 1984 af van het Nederlands. Dit proces begon met de ingebruikname van de spelling van Kollewijn in 1905. Deze spelling - een vorm van "schrijf hoe je praat"-spelling - werd in Nederland, België en in de Nederlandse koloniën niet aangenomen. De invoering was een antwoord op de Genootskap van Regte Afrikaners die pleitte voor het Afrikaans als cultuurtaal naast het Nederlands. Na de officiële erkenning van het Afrikaans als deel van het Nederlands in 1925 was het Nederlands samen met Afrikaans een van de twee officiële talen (tot 1984) in Zuid-Afrika, samen met het Engels. Het Afrikaans wordt gezien als de sleutel van de Afrikanercultuur en in 1975 werd Die Afrikaanse Taalmonument onthuld met daarop de tekst 'Dit is ons erns'.
De ontwikkelingen van het Afrikanernationalisme leidde ertoe dat op de cenotaaf in het Voortrekkermonument (uit 1949) - dat zelf een symbool is van de eerste vorm van het Afrikaner nationalisme - de slagspreuk Ons vir jou, Suid-Afrika staat, waarmee Afrikaners hun verbondenheid met Zuid-Afrika tot uiting brengen. Premier Hertzog (NP) duidde het Afrikanernationalisme in de jaren '20 van de twintigste eeuw met de woorden Suid-Afrika eerste aan.
Afrikaners uit deze periode worden tegenwoordig beschouwd als Die tweede Afrikaners.

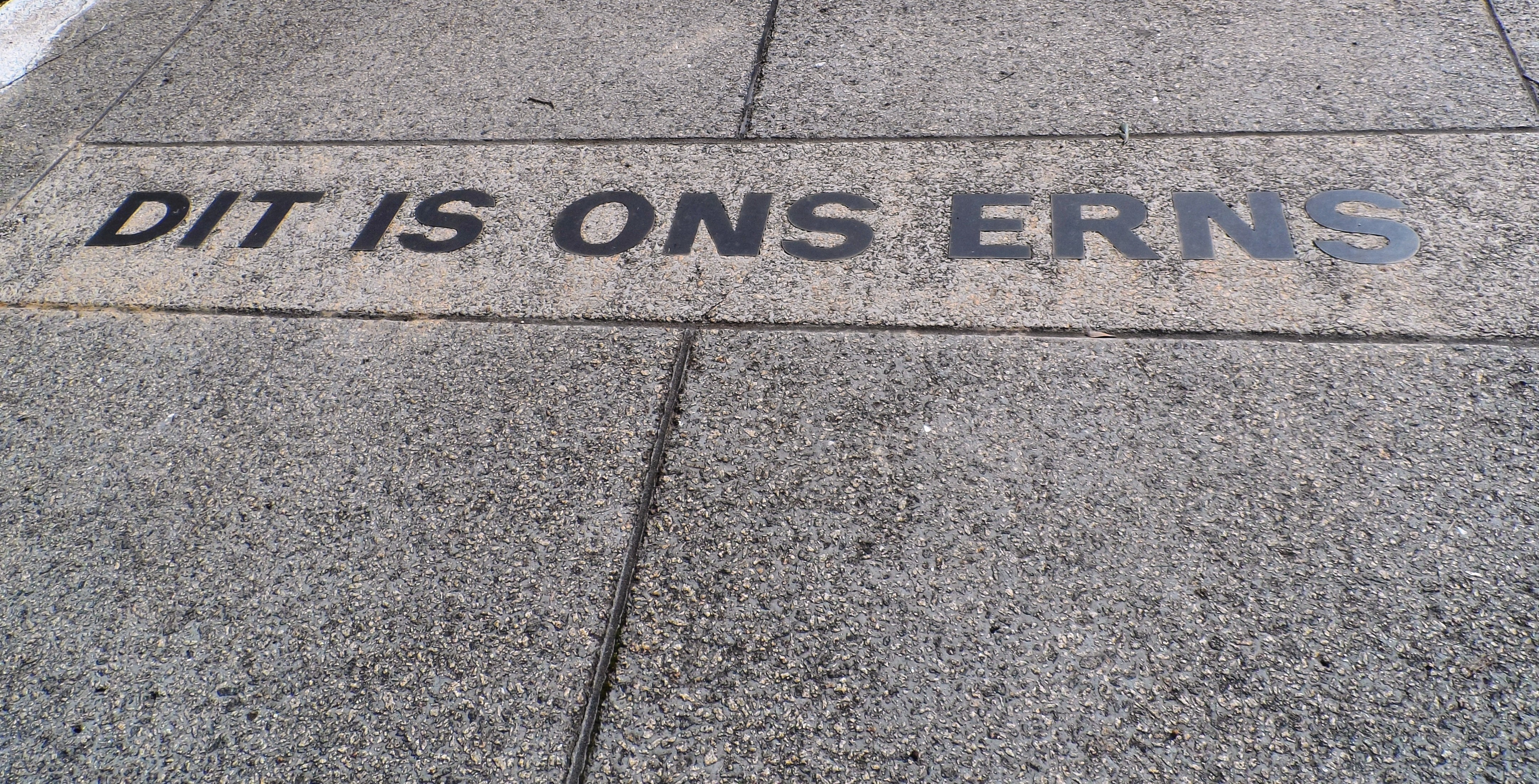
Dit is ons erns aan de voet van het Afrikaanse Taalmonument
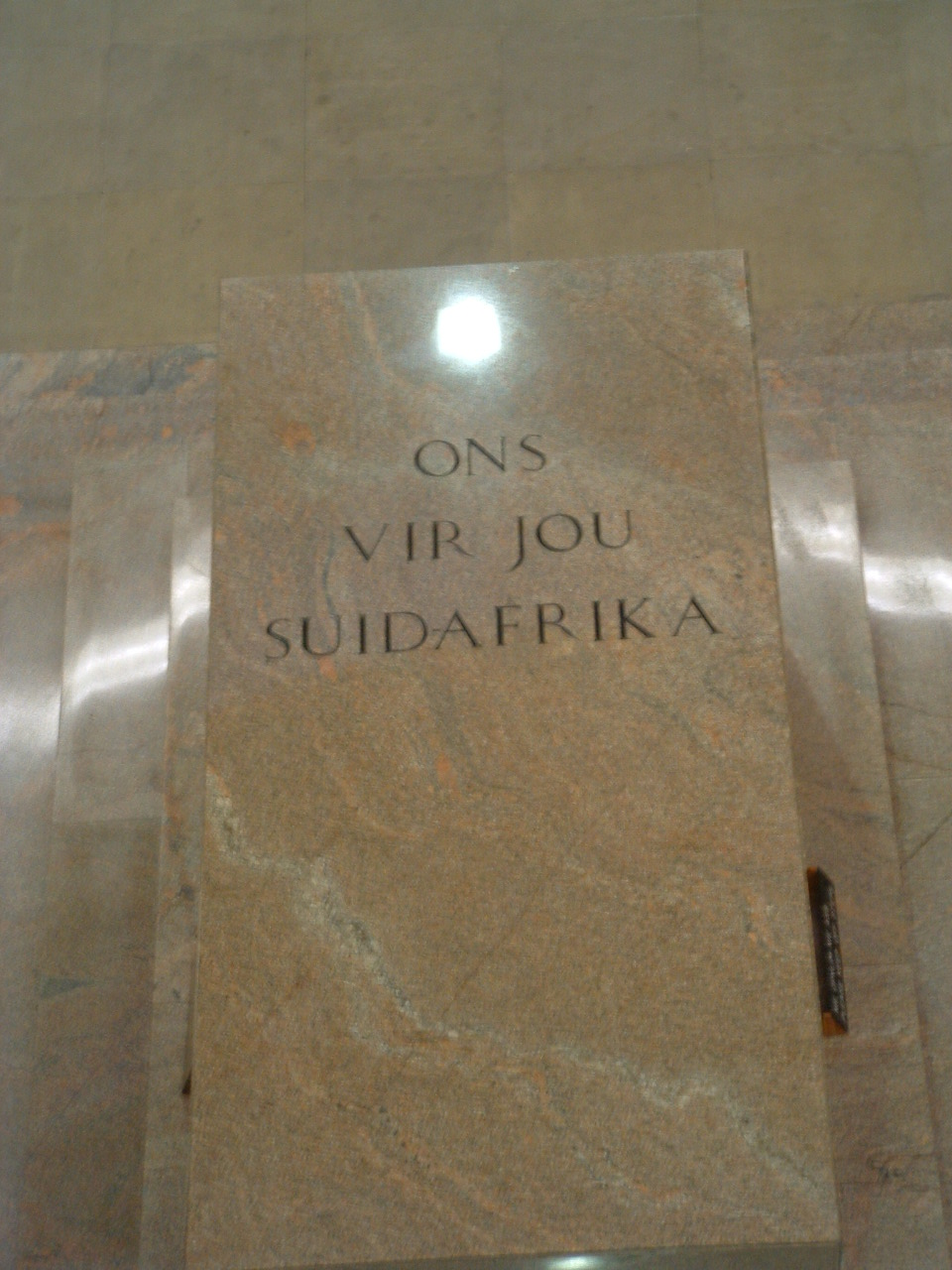
Cenotaaf met de tekst Ons vir jou, Suid-Afrika in het Voortrekkermonument
De vlag van Zuid-Afrika (1928-1994)

## Na apartheid
Onder leiding van de Afrikaner staatspresident Frederik Willem de Klerk werd de apartheid tussen 1990 en 1994 afgeschaft. In 1994 werden de eerste multiraciale verkiezingen gehouden die gewonnen worden door het African National Congress waarna Nelson Mandela president werd. Het zeggenschap van de Afrikaners werd echter steeds kleiner en kleiner ten voordele van de zwarte bevolking. De Afrikanergezinde Zuid-Afrikaanse vlag werd vervangen door een vlag waar nu ook de zwarte bevolking in wordt vertegenwoordigd.
Vandaag de dag voelen veel Afrikaners zich minder gemakkelijk in het huidige Zuid-Afrika. Vele emigreerden naar het buitenland waardoor er nu een diaspora van Afrikaners is in o.a. Canada, Engeland en Australië. Nu de zwarte bevolking de macht heeft en maatregelen treft om de gevolgen van apartheid te bestrijden, voelen de blanken zich gediscrimineerd. Het Afrikaans wordt nu minder als taal van de Apartheid gezien, maar ligt wel onder vuur als onderwijstaal op universiteiten. Daarnaast worden vele Afrikaanstalige plaatsnamen vervangen door namen uit Bantoetalen. De Zuid-Afrikaanse regering probeerde ook de hoofdstad Pretoria van naam te veranderen en Tshwane te noemen, naar de grootstedelijke gemeente waarin Pretoria ligt terwijl Pretoria door de Afrikaners is gesticht en er veel Afrikaners wonen. De naamsverandering wordt tegengegaan met leuzen als Hak Hak, Tswane is kak of Pretoria bly Pretoria.
Afrikaners richten steeds meer burgerlijke organisaties op met het doel om het Afrikaans en de Afrikanercultuur te beschermen en te behouden. Zo heeft de Solidariteit Beweging in 2012 een eigen Afrikaanstalige universiteit - Akademia - opgericht. Andere organisaties maken zelfs plannen om een onafhankelijke Volkstaat op te richten, een land waar uitsluitend Afrikaners zouden wonen. Het dorpje Orania, gelegen in de provincie Noord-Kaap, is een duidelijk voorbeeld van een stadje waar alleen Afrikaners wonen. Afrikaners zoeken naar verschillende mogelijkheden en bepaalde vormen van autonomie of om (gedeeltelijk) zelf te kunnen besturen.
Deze periode van hernieuwd nationalisme begon min of meer met het lied de la Rey van Bok van Blerk. Het is een lied over de Tweede Boerenoorlog tussen Britse en voormalig Nederlandse kolonisten. In de clip ziet men een veldslag tussen Britten en Boeren.
Afrikaners uit deze periode van hiernieuwd volksnationalisme worden beschouwd als Die derde Afrikaner waar de culturele identiteit van Afrikaners belangrijker is en eveneens de nationale identiteit als Zuid-Afrikaan.